# Olympische Sommerspiele 2004/Teilnehmer (Mosambik)
| Gelbes Symbol für Goldmedaillen mit stilisierten Olympischen Ringen | Graues Symbol für Silbermedaillen mit stilisierten Olympischen Ringen | Braundes Symbol für Bronzemedaillen mit stilisierten Olympischen Ringen |
| ------------------------------------------------------------------- | --------------------------------------------------------------------- | ----------------------------------------------------------------------- |
| —                                                                   | —                                                                     | —                                                                       |

Mosambik nahm an den Olympischen Sommerspielen 2004 in der griechischen Hauptstadt Athen mit vier Sportlern, zwei Frauen und zwei Männern, teil.

## Teilnehmer nach Sportarten

### Leichtathletik
- Kurt Couto
400 Meter Hürden Männer: Vorläufe

- Maria de Lurdes Mutola
800 Meter Frauen: 4. Platz

### Schwimmen
- Leonel Matonse
100 Meter Freistil Männer: Vorläufe

- Ermelinda Zamba
50 Meter Freistil Frauen: Vorläufe